# Vesicularia codonopyxis
Vesicularia codonopyxis är en bladmossart som beskrevs av Brotherus 1908. Vesicularia codonopyxis ingår i släktet Vesicularia och familjen Hypnaceae. Inga underarter finns listade i Catalogue of Life.